# リヒャルト・ヴュルスト
リヒャルト・ヴュルスト（Richard Wüerst 1824年2月22日 - 1881年10月9日）は、ドイツの作曲家、音楽教師。  

## 生涯
ヴュルストはベルリンに生まれた。彼はベルリン芸術アカデミーでカール・フリードリヒ・ルンゲンハーゲンに師事し、またフェリックス・メンデルスゾーンの門下生でもあった。後年、ヴュルストはテオドール・クラクの音楽院（すぐ後にシュテルン音楽院となる）で教鞭を執り、1874年から1875年には「新ベルリン音楽新聞 Neue Berliner Musikzeitung」の編集に携わった。ヴュルストはベルリンで没した。

## 主要作品

### オペラ
- Der Rotmantel (1848 Berlin)
- Vineta (21 December 1862, Bratislava)[3]
- Die Gastspielreise, 1幕の劇音楽的冗談 (Adolf von Winterfeldによる) Publié à Berlin: Bloch, 1868年頃
- Faublas Jean-Baptiste Louvet de Couvrayに基づく3幕形式のコミックオペラ, Ernst Wichertのリブレット （1873年 ベルリン）
- A-ing-fo-hi Anton Giulio Barriliの話に基づく3幕形式のコミックオペラ, Ernst Wichertのリブレット （1878年1月28日 ベルリン）
- Die Offiziere der Kaiserin （1878年 ベルリン）
- Der Stern von Turan

### 管弦楽曲
- 交響曲 ヘ長調 Op.21、交響曲第2番 ニ短調 Op.54（52？）、交響曲第3番 ハ短調 Op.36[4][5][6]
- ヴァイオリン協奏曲 Op.37[7]

### 室内楽曲
- 弦楽のためのロシア組曲 Op.81[8]
- 3つの弦楽四重奏曲 Op.33（イ短調、ニ長調、ト短調）[9]